# Robert Shepherd
Robert Shepherd (* 15. September 1969 in Chicago) ist ein US-amerikanischer Basketballtrainer und ehemaliger -spieler.

## Werdegang

### Spieler
In seinem Heimatland spielte Shepherd für die Mannschaft der Bowen High School in Chicago. Als Student gehörte der 1,80 Meter große Aufbauspieler zu den Hochschulmannschaften des Westark Community College (später University of Arkansas–Fort Smith genannt) sowie von 1991 bis 1993 der University of Arkansas.
Er wechselte in den Berufsbasketball und zählte 1994 in der United States Basketball League zum Aufgebot der Mannschaft Memphis Fire. Später spielte Shepherd in Polen, stand von 1997 bis 1999 bei AZS Lublin und 1999/2000 bei Polonia Warschau unter Vertrag.
Nach seinem Wechsel nach Deutschland gehörte er im Spieljahr 2000/01 in Köln der Mannschaft der Cologne 99ers an und gewann den Meistertitel in der 1. Regionalliga West.
2002 stieg Shepherd mit den Düsseldorf Bulldogs (Vorläufer der Düsseldorf Magics) ebenfalls als Regionalliga-Meister in die 2. Basketball-Bundesliga auf und errang im selben Jahr den Sieg im nordrhein-westfälischen Landespokal. Auch in der 2. Bundesliga lief Shepherd dann für die Düsseldorfer auf.
Im Altherrenalter wurde er 2022 mit der Mannschaft des ART Düsseldorf deutscher Meister in der Wettkampfklasse Ü50.

### Trainer
2004 zog sich der US-Amerikaner als Spieler zurück und war als Trainer im Jugendbereich des ART Düsseldorf beschäftigt. 2006 übernahm er das Traineramt bei der Herrenmannschaft der Düsseldorf Magics. Im Spieljahr 2005/06 führte er die Rheinländer auf den dritten Tabellenrang der 2. Bundesliga Nord, durch den fünften Tabellenplatz in der Saison 2006/07 gelang Shepherd mit der Mannschaft der Sprung in die neugebildete 2. Bundesliga ProA. Ende Oktober 2007 wurde Shepherd bei den Düsseldorf Magics seines Amtes enthoben, die Mannschaft belegte zu diesem Zeitpunkt den letzten Tabellenplatz der 2. Bundesliga ProA.
Im Sommer 2008 wurde Shepherd neuer Trainer der NVV Lions Mönchengladbach in der 1. Regionalliga. Er arbeitete bis 2010 in Mönchengladbach.
Im Sommer 2010 begann er beim ART Düsseldorf eine Trainertätigkeit im Jugend- und Herrenbereich. 2015 führte er die Düsseldorfer Herrenmannschaft zum Meistertitel in der 2. Regionalliga und damit zum Aufstieg in die 1. Regionalliga. Zwischen 2011 und 2015 war er zusätzlich Sportlicher Leiter beim ART, ab 2015 dann ausschließlich Trainer. 2016 vereinbarten ART Düsseldorf sowie die Giants Düsseldorf eine Zusammenarbeit, durch die die SG ART Giants Düsseldorf entstand. Unter anderem wurden die beiden Herrenmannschaften zusammengelegt, Trainer der Spielgemeinschaft in der 1. Regionalliga wurde Shepherd. Mitte Januar 2017 musste Shepherd das Traineramt wegen der von der Führung beklagten sportlichen Abwärtsentwicklung abgeben.
Bis 2018 war er Trainer des Damen-Oberligisten Garather SV. Als Trainer der Damen des ART Düsseldorf führte Shepherd diese 2023 zum Oberliga-Aufstieg.